# 炸鏈
炸鏈（ザーレン、ジャーレン）は、中華料理における調理器具の一種。
穴あきの杓子であり、鍋から食材を掬い上げる、油をこす、湯切りするときのザルの代わりといった用途に用いる。炸鏈を使用することで、水（湯）の入った鍋そのものを持ち上げる必要がなくなる。使用する中華鍋よりひとまわり、ふたまわりほど小さいサイズの炸鏈が使い勝手が良いとされる。
「炸」は「揚げもの」を意味し、「鏈」は「鎖の輪がが連なること」を意味する。
浅めの中華鍋に多数の穴が開いたような形が定番であるが、取っ手が長いもの、すくい上げる部分が小さいも、網の部分が油こしのように細かくなっているといったバリエーションもある。材質としては中華鍋同様の黒皮鉄を打ち出して作られたものや、ステンレス製のものがある。